# Rascal (film)
Rascal is een Amerikaanse dramafilm van Walt Disney Productions uit 1969 onder regie van Norman Tokar met in de hoofdrollen Steve Forrest en Bill Mumy. De film is gebaseerd op de gelijknamige autobiografische roman uit 1963 van Sterling North.

## Verhaal
De film volgt de vriendschap tussen de jonge Sterling North en het wasbeertje genaand Rascal in het Wisconsin van 1918.

## Rolverdeling
| Acteur           | Personage                       |
| ---------------- | ------------------------------- |
| Steve Forrest    | Willard North                   |
| Bill Mumy        | Sterling North                  |
| Pamela Toll      | Theo North                      |
| Elsa Lanchester  | Mrs. Satterfield                |
| Henry Jones      | Garth Shadwick                  |
| Bettye Ackerman  | Miss Whalen                     |
| Jonathan Daly    | Rev. Thurman                    |
| John Fiedler     | Cy Jenkins                      |
| Richard Erdman   | Walt Dabbett                    |
| Herbert Anderson | Mr. Pringle                     |
| Robert Emhardt   | Constable                       |
| Steve Carlson    | Norman Bradshaw                 |
| Walter Pidgeon   | volwassen Sterling North (stem) |